# R-598 (Renfe)
R-598, inicialmente llamados Nexios, es el nombre comercial que recibió un servicio ferroviario de Media Distancia prestado por Renfe Operadora en España entre los años 2004 y 2008 . Va unido a los automotores diésel de la serie 598 y cubría principalmente trayectos en líneas no electrificadas de Galicia y Andalucía.

## Historia
En 2004, RENFE recibió los nuevos automotores diésel de la serie 598 creando con ellos un nuevo servicio ferroviario que decidió llamar Nexios, más popularmente conocido como ADR (automotor diésel regional), al menos en el mundillo ferroviario. Este nombre, de corte futurista, no duró mucho ya que pocos meses después la compañía optó por renombrar el servicio a R-598 alegando que el nombre inicial no había tenido buena acogida entre sus usuarios. El primer servicio de estos trenes tuvo lugar en Galicia entre Vigo y La Coruña. Pocos meses después, la oferta se extendió a Extremadura y Andalucía cubriendo trayectos como el Madrid-Badajoz por Cáceres (abril del 2005), el Almería-Granada-Sevilla (abril del 2005) y el Sevilla-Málaga (junio del 2005). Posteriormente se añadieron más trayectos.
Con la llegada de la serie 599 a finales de 2008, la serie anterior fue perdiendo protagonismo en favor de esta última y los servicios R-598 fueron sustituidos por servicios MD primero e Intercity después.
Después, principalmente en Andalucía, fue recuperado para cubrir los trayectos Antequera Santa Ana-Algeciras y Sevilla Santa Justa-Málaga María Zambrano.

## Servicio
Los trenes de la serie 598 tienen unas prestaciones diferentes a las de cualquier otro tren regional, por lo que con su incorporación se creó un servicio que permitiera distingirlos de los realizados con otros trenes. En esencia las prestaciones son muy parecidas al servicio TRD, añadiendo la posibilidad de llevar bicicletas y la disponibilidad completa del tipo D, que permite una mayor velocidad en las curvas. Además, aumentaban el grado de inclinación en el paso por curva en dos grados respecto a los TRD e implementaban posicionamiento GPS para anticipar el inicio de la basculación de la caja a la curva. Los nuevos motores de tracción (dos en cada vehículo extremo) de la firma MAN y los dos motores generadores (montados en el vehículo central), brindaban un confort de marcha muy superior a su antecesor dado que se disminuyeron de forma considerable las vibraciones y ruido del conjunto de motores. El vehículo fue un salto cualitativo en todos los sentidos respecto a su antecesor, si bien no logró mitigar de forma suficiente las incidencias en el servicio, que en la mayoría de ocasiones y es ley decirlo, por causas ajenas al tren.
Son servicios regionales que circulan a 160 km/h, disponía de una única clase y sus asientos son fijos, con cada mitad en un sentido. Disponen de climatización, indicador de destino y servicio adaptado a personas de movilidad reducida, si bien no tenía acceso PMR. Realizan menos paradas que servicios regionales de menor gama. Los viajeros que porten bicicleta deben hacer reserva gratuita de este servicio obligatoriamente.

## Recorridos
En la actualidad los servicios R-598 han pasado a denominarse  Intercity y MD, surgiendo modificaciones en rutas y paradas:

### Antiguas rutas
Las rutas realizadas anteriormente como R-598 son:
| - Madrid - Cáceres - Badajoz - Plasencia - Badajoz - Huelva - Zafra - Alcázar de San Juan - Badajoz | - Madrid - Plasencia - La Coruña - Vigo - Sevilla - Granada - Almería - Sevilla - Mérida - Madrid-Atocha | - Sevilla - Málaga - La Coruña - Ferrol - Madrid - Jaén - Granada - Algeciras |